# Ylva Wigh
Ylva Birgitta Wigh, född 20 juni 1937 i Ödeshögs församling i Östergötlands län, är en svensk journalist. Hon har varit utrikeskorrespondent på frilansbasis i Aten 1970–2005 för radio, TV och dagstidningar i Sverige, Norge och det svensktalande Finland. Hennes bevakningsområde var Grekland och Cypern. 
Efter studentexamen i Linköping har hon läst i Uppsala, där hon blev filosofie magister i nordiska språk, tyska, litteraturhistoria och klassisk fornkunskap. Hon är också utbildad gymnasielärare i svenska och tyska. Under studietiden hade hon lärarvikariat och senare fast lärartjänst i Linköping. Hon har verkat som guide och reseledare i Grekland och Tunisien. 
År 1970 blev hon på frilansbasis utrikeskorrespondent i Aten. I svenska medier har hon verkat vid såväl TV som radio (bland annat Vetandets värld under 1980-talet i favoritämnet antikens historia och kultur), vid Expressen 1970–1973, Dagens Nyheter 1973–1983, Svenska Dagbladet 1984–2002, Sydsvenska Dagbladet 2002–2005 samt Östgöta Correspondenten (Corren) från 1992. Parallellt med detta har hon sporadiskt medverkat i andra tidskrifter och tidningar bl. a. The Guardian och Athens News.
Vidare har hon arbetat för norska medier som NRK radio och TV, Dagbladet och Aftenposten samt finska medier som YLE radio och TV samt Hufvudstadsbladet. Hon har varit krönikör i Svenska Dagbladet, Upsala Nya Tidning, Vestmanlands Läns Tidning, Corren och Hufvudstadsbladet.
Ylva Wigh har författat skriften ”Grekland-med den ena foten i EG och den andra på Balkan” (Världspolitikens dagsfrågor 1992 utgiven av Utrikespolitiska institutet) och är medförfattare i antologin ”Minnen från Heda i ord och bild” utgiven 2015 av Heda hembygdsförening.
Hon fick 2008 års pris (25 000 kronor) från vänföreningen för Svenska arkeologiska institutet i Aten, utdelat på Medelhavsmuseet i Stockholm.
Ylva Wigh är numera bosatt vid före detta släktgården Haddetorp i Heda, Ödeshögs kommun i Östergötland.

## Bildgalleri

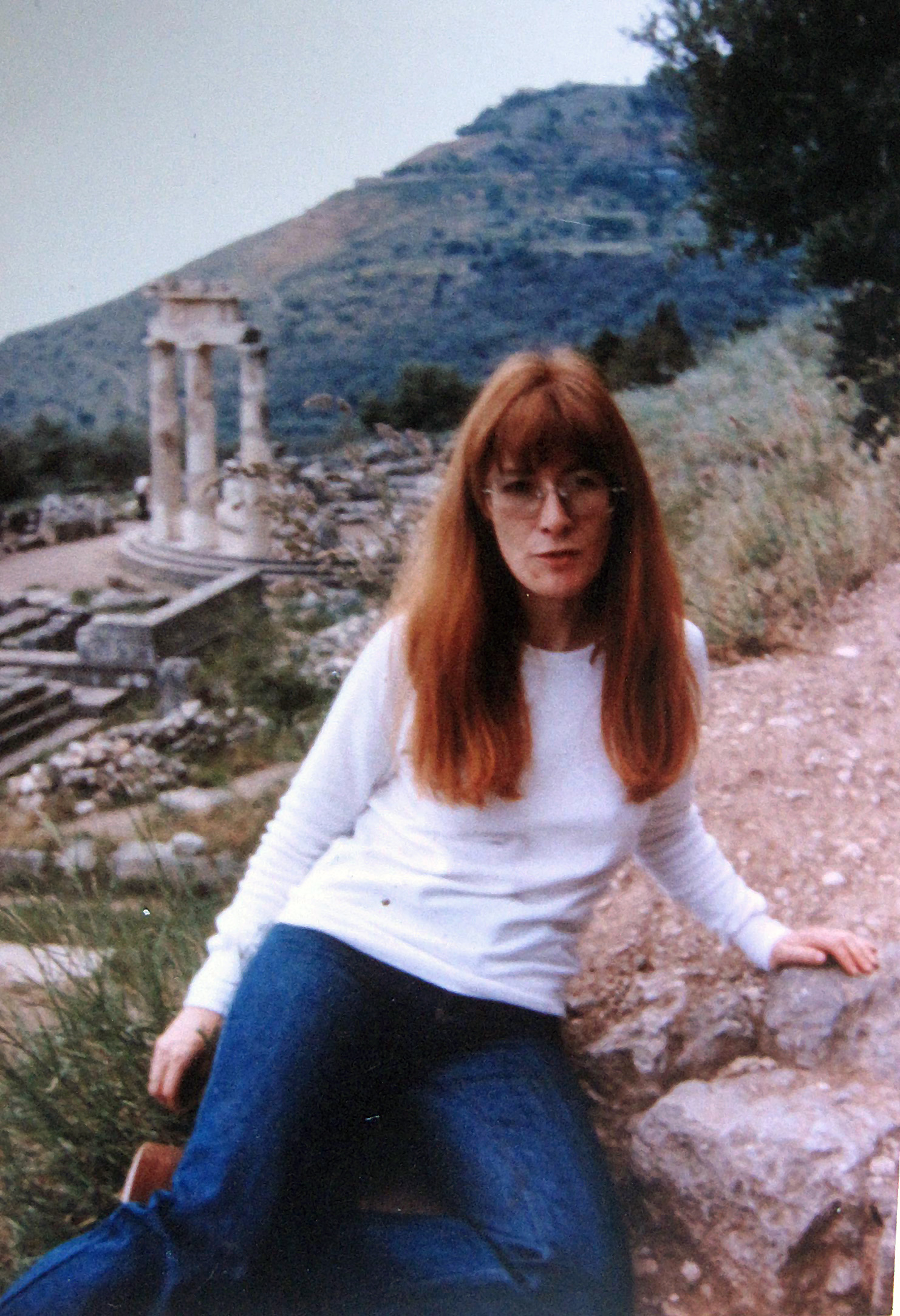
Ylva i Delphi
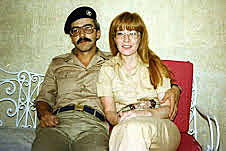
Hemma i Aten